# Ларрі Мерфі
Лоуренс Томас Мерфі (англ. Lawrence Thomas Murphy; 8 березня 1961, м. Скарборо, Канада) — канадський хокеїст, захисник. Член Зали слави хокею (2004).
Виступав за «Пітерборо Пітс» (OMJHL), «Лос-Анджелес Кінгс», «Вашингтон Кепіталс», «Міннесота Норз-Старс», «Піттсбург Пінгвінс», «Торонто Мейпл-Ліфс», «Детройт Ред-Вінгс».
В чемпіонатах НХЛ — 1615 матчів (287+929), у турнірах Кубка Стенлі — 215 матчів (37+115).
У складі національної збірної Канади учасник чемпіонатів світу 1985, 1987 і 2000 (17 матчів, 2+9), учасник Кубка Канади 1987 і 1991 (16 матчів, 1+7). У складі молодіжної збірної Канади учасник чемпіонату світу 1980.  
Досягнення
- Володар Кубка Стенлі (1991, 1992, 1997, 1998)
- Володар Кубка Канади (1987, 1991)
- Срібний призер чемпіонату світу (1985)

Нагороди
- Трофей Макса Камінскі (1980)